# Заводское (Калининградская область)
Заводское (до 1938 — Швиргаллен (нем. Schwirgallen), до 1946 — Айхгаген (нем. Eichhagen)) — поселок в Нестеровском районе Калининградской области.

## География
Находится в восточной части Калининградской области на расстоянии приблизительно 8 км на север-северо-запад по прямой от административного центра района города Нестеров.

## История
Поселок назывался Швиргаллен до 1938 года, Айхгаген до 1946. В составе Нестеровского района с 2008 по 2018 год входил в Илюшинское сельское поселение.

## Население
Численность населения: 401 человек (1910 год), 339 (1939), 57 (русские 75 %) в 2002 году, 38 в 2010.
| 1910 | 1933 | 1939 | 2002 | 2010 |
| ---- | ---- | ---- | ---- | ---- |
| 401  | ↘355 | ↘339 | ↘57  | ↘38  |